# Brit Pettersen
Brit Pettersen, po mężu Tofte (ur. 29 listopada 1961 w Lillehammer) – norweska biegaczka narciarska, trzykrotna medalistka olimpijska oraz czterokrotna medalistka mistrzostw świata.

## Kariera
Igrzyska olimpijskie w Lake Placid w 1980 r. były jej olimpijskim debiutem. Wraz z Berit Aunli, Anette Bøe i Marit Myrmæl zdobyła tam brązowy medal w sztafecie 4 × 5 km. Na tych samych igrzyskach zajęła także 21. miejsce w biegu na 5 km techniką klasyczną. Jeszcze lepsze wyniki osiągnęła podczas igrzysk olimpijskich w Sarajewie, gdzie wspólnie z Inger Helene Nybråten, Anne Jahren i Berit Aunli zdobyła złoty medal w sztafecie. Ponadto Pettersen zdobyła także brązowy medal w biegu na 10 km stylem klasycznym. Wyprzedziły ją jedynie zwyciężczyni Marja-Liisa Hämäläinen z Finlandii oraz Raisa Smietanina ze Związku Radzieckiego. Startowała także na igrzyskach olimpijskich w Calgary w 1988 r. ale zajmowała miejsca poza czołową dziesiątką.
W 1982 r. wystartowała na mistrzostwach świata w Oslo. Razem z Inger Helene Nybråten, Anette Bøe i Berit Aunli zdobyła złoty medal w sztafecie. Ponadto zdobyła także brązowy medal w biegu na 5 km techniką dowolną. Podczas mistrzostw świata w Seefeld swoją medalową kolekcję poszerzyła o srebrny medal zdobyty w biegu na 20 km techniką klasyczną. Mistrzostwa świata w Oberstdorfie były ostatnimi w jej karierze. Zdobyła tam też swój ostatni medal zajmując trzecie miejsce w biegu na 10 km stylem klasycznym.
Najlepsze wyniki w Pucharze Świata osiągnęła w sezonach 1981/1982 i 1982/1983, kiedy to zajmowała drugie miejsce w klasyfikacji generalnej. Ponadto w sezonach 1984/1985 i 1985/1986 zajmowała trzecie miejsce w klasyfikacji generalnej.
W 1986 roku została uhonorowana Medalem Holmenkollen.

## Osiągnięcia

### Igrzyska olimpijskie
| Miejsce | Dzień     | Rok  | Miejscowość | Konkurencja             | Czas biegu | Strata   | Zwyciężczyni          |
| ------- | --------- | ---- | ----------- | ----------------------- | ---------- | -------- | --------------------- |
| 21.     | 15 lutego | 1980 | Lake Placid | 5 km stylem klasycznym  | 15:06,92   | +58,66   | Raisa Smietanina      |
| 3.      | 21 lutego | 1980 | Lake Placid | Sztafeta 4 × 5 km       | 1:02:11,10 | +2:02,40 | NRD                   |
| 3.      | 9 lutego  | 1984 | Sarajewo    | 10 km stylem klasycznym | 31:44,2    | +28,5    | Marja-Lisa Hämälainen |
| 6.      | 12 lutego | 1984 | Sarajewo    | 5 km stylem klasycznym  | 17:04,0    | +27,6    | Marja-Lisa Hämälainen |
| 1.      | 15 lutego | 1984 | Sarajewo    | Sztafeta 4 × 5 km       | 1:06:49,7  | -        | -                     |
| 6.      | 18 lutego | 1984 | Sarajewo    | 20 km stylem klasycznym | 1:01:45,0  | +2:04,0  | Marja-Lisa Hämälainen |
| 14.     | 14 lutego | 1988 | Calgary     | 10 km stylem klasycznym | 30:08,3    | +1:12,2  | Vida Vencienė         |
| 11.     | 17 lutego | 1988 | Calgary     | 5 km stylem klasycznym  | 15:04,0    | +32,7    | Marjo Matikainen      |

### Mistrzostwa świata
| Miejsce | Dzień       | Rok  | Miejscowość      | Konkurencja             | Czas biegu | Strata | Zwyciężczyni            |
| ------- | ----------- | ---- | ---------------- | ----------------------- | ---------- | ------ | ----------------------- |
| 4.      | 19 lutego   | 1982 | Oslo             | 10 km stylem dowolnym   | 29:25,9    | +52,0  | Berit Aunli             |
| 3.      | 21 lutego   | 1982 | Oslo             | 5 km stylem dowolnym    | 14:30,2    | +18,0  | Berit Aunli             |
| 1.      | 24 lutego   | 1982 | Oslo             | Sztafeta 4 × 5 km       | 1:02:15,9  | -      | -                       |
| 11.     | 26 lutego   | 1982 | Oslo             | 20 km stylem klasycznym | 14:30,2    | -      | Raisa Smietanina        |
| 13.     | 19 stycznia | 1985 | Seefeld in Tirol | 10 km stylem dowolnym   | 30:54,8    | -      | Anette Bøe              |
| 7.      | 21 stycznia | 1985 | Seefeld in Tirol | 5 km stylem klasycznym  | 15:14,8    | +22,2  | Anette Bøe              |
| 2.      | 26 stycznia | 1985 | Seefeld in Tirol | 20 km stylem klasycznym | 59:19,1    | +18,4  | Grete Ingeborg Nykkelmo |
| 3.      | 13 lutego   | 1987 | Oberstdorf       | 10 km stylem klasycznym | 31:49,5    | +19,7  | Anne Jahren             |
| 6.      | 16 lutego   | 1987 | Oberstdorf       | 5 km stylem klasycznym  | 14:45,7    | +17,1  | Marjo Matikainen        |

### Puchar Świata
W sezonach 1973/1974 - 1980/1981 Puchar Świata rozgrywany był nieoficjalnie.

#### Miejsca w klasyfikacji generalnej
- sezon 1980/1981: 10.
- sezon 1981/1982: 2.
- sezon 1982/1983: 2.
- sezon 1983/1984: 8.
- sezon 1984/1985: 3.
- sezon 1985/1986: 3.
- sezon 1986/1987: 5.
- sezon 1987/1988: 41.

#### Zwycięstwa w zawodach
| Nr  | Dzień       | Rok  | Miejscowość | Konkurencja             | Czas biegu |
| --- | ----------- | ---- | ----------- | ----------------------- | ---------- |
| 1.  | 14 marca    | 1982 | Falun       | 20 km stylem klasycznym | ?          |
| 2.  | 13 kwietnia | 1982 | Kiruna      | 5 km stylem klasycznym  | ?          |
| 3.  | 8 stycznia  | 1983 | Klingenthal | 10 km stylem klasycznym | ?          |
| 4.  | 14 stycznia | 1983 | Zadov       | 10 km stylem klasycznym | ?          |
| 5.  | 12 marca    | 1983 | Oslo        | 20 km stylem klasycznym | ?          |
| 6.  | 13 grudnia  | 1983 | Val di Sole | 5 km stylem klasycznym  | ?          |
| 7.  | 13 grudnia  | 1985 | Biwabik     | 10 km stylem klasycznym | ?          |
| 8.  | 8 marca     | 1986 | Falun       | 30 km stylem klasycznym | ?          |
| 9.  | 13 grudnia  | 1986 | Val di Sole | 5 km stylem klasycznym  | ?          |
| 10. | 21 marca    | 1987 | Oslo        | 20 km stylem klasycznym | ?          |

#### Miejsca na podium
| Nr  | Dzień       | Rok  | Miejscowość   | Konkurencja             | Czas biegu | Strata | Miejsce | Zwyciężczyni            |
| --- | ----------- | ---- | ------------- | ----------------------- | ---------- | ------ | ------- | ----------------------- |
| 1.  | 9 stycznia  | 1982 | Klingenthal   | 10 km stylem klasycznym | ?          | ?      | 2       | Květa Jeriová           |
| 2.  | 22 lutego   | 1982 | Oslo          | 5 km stylem klasycznym  | 14:30,2    | +18,0  | 3       | Berit Aunli             |
| 3.  | 14 marca    | 1982 | Falun         | 20 km stylem klasycznym | ?          | –      | 1       | –                       |
| 4.  | 13 kwietnia | 1982 | Kiruna        | 5 km stylem klasycznym  | ?          | –      | 1       | –                       |
| 5.  | 8 stycznia  | 1983 | Klingenthal   | 10 km stylem klasycznym | ?          | –      | 1       | –                       |
| 6.  | 14 stycznia | 1983 | Zadov         | 10 km stylem klasycznym | ?          | –      | 1       | –                       |
| 7.  | 19 lutego   | 1983 | Kawgołowo     | 20 km stylem klasycznym | ?          | ?      | 2       | Květa Jeriová           |
| 8.  | 2 lutego    | 1983 | Falun         | 10 km stylem klasycznym | ?          | ?      | 3       | Květa Jeriová           |
| 9.  | 5 marca     | 1983 | Lahti         | 5 km stylem klasycznym  | ?          | ?      | 3       | Marja-Liisa Hämäläinen  |
| 10. | 12 marca    | 1983 | Oslo          | 20 km stylem klasycznym | ?          | –      | 1       | –                       |
| 11. | 20 marca    | 1983 | Anchorage     | 10 km stylem klasycznym | ?          | ?      | 2       | Marja-Liisa Hämäläinen  |
| 12. | 27 marca    | 1983 | Labrador City | 10 km stylem klasycznym | ?          | ?      | 3       | Marja-Liisa Hämäläinen  |
| 13. | 9 lutego    | 1984 | Sarajewo      | 10 km stylem dowolnym   | 31:44,2    | +28,5  | 3       | Marja-Liisa Hämäläinen  |
| 14. | 13 grudnia  | 1983 | Val di Sole   | 5 km stylem klasycznym  | ?          | -      | 1       | -                       |
| 15. | 26 stycznia | 1985 | Seefeld       | 20 km stylem klasycznym | 59:19,1    | +18,4  | 2       | Grete Ingeborg Nykkelmo |
| 16. | 2 marca     | 1985 | Lahti         | 5 km stylem klasycznym  | ?          | ?      | 2       | Marie Risby             |
| 17. | 16 marca    | 1985 | Oslo          | 20 km stylem klasycznym | ?          | ?      | 3       | Anette Bøe              |
| 18. | 13 grudnia  | 1985 | Biwabik       | 10 km stylem klasycznym | ?          | -      | 1       | -                       |
| 19. | 15 lutego   | 1986 | Oberstdorf    | 20 km stylem klasycznym | ?          | ?      | 2       | Marianne Dahlmo         |
| 20. | 8 marca     | 1986 | Falun         | 30 km stylem klasycznym | ?          | -      | 1       | -                       |
| 21. | 13 grudnia  | 1986 | Val di Sole   | 5 km stylem klasycznym  | ?          | -      | 1       | -                       |
| 22. | 13 lutego   | 1993 | Oberstdorf    | 10 km stylem klasycznym | 31:49,5    | +19,7  | 3       | Anne Jahren             |
| 23. | 21 marca    | 1987 | Oslo          | 20 km stylem klasycznym | ?          | -      | 1       | -                       |